# Вулиця Липова (Тернопіль)
Вулиця Липова — вулиця в центрі міста Тернополя.

## Відомості
Розпочинається від вулиці Князя Острозького, пролягає на південний захід, згодом — на північний захід до вулиці Митрополита Шептицького, де і закінчується. На вулиці розташовані як приватні будинки, так і багатоповерхівки.

## Навчальні заклади
- Дитячий садок №39 «Берізка» (Липова, 39)